# C/2019 F2 (ATLAS)
C/2019 F2 (ATLAS) — короткоперіодична комета із сім'ї Юпітера. Відкрита 26 березня 2019 року за допомогою системи телескопів ATLAS. На момент відкриття мала зоряну величину 17,5m. Абсолютна зоряна величина комети разом із комою становить 6,2m.